# 北湖街道 (长春市)
北湖街道是中华人民共和国吉林省长春市宽城区下辖的一个街道办事处。

## 行政区划
北湖街道下辖以下村级行政区划单位：
兴华社区、太平社区、隆西社区、隆北社区、福悦社区、北湾社区、之悦社区、蓝珀湖社区、中盛社区、龙湖社区、龙翔社区。